# ڤ
ڤ أو الفاء المثلثة (ڤ) أو الڤاء هو حرف من الحروف الإضافية في الأبجدية العربية. يضاف هذا الحرف إلى الأبجدية العربية لترجمة بعض الأحرف الأجنبية ترجمة صوتية. ترسم كفاء مع إضافة نقطتين لنقطة الفاء الأصلية.

الفاء المثلثة كما ترسم في المشرق العربي

ينطق في الكردية والأردوية - والأفغانية والباكستانية - مثل
‎/v/‏
باللاتينية، وهو صوت لا مقابل له في العربية الفصحى.
وفي اللغة الملايوية الجاوية يرمز لصوت آخر وهو
‎/p/‏
يرمز للصوت ‎/v/‏ في المنطقة المغاربية رسم آخر وهو ( ڥ ).
ويرمز رسم شبيه في دول تونس والجزائر والمغرب يسمى القاف المثلثة للجيم غير المعطشة.

## أمثلة توضيحية

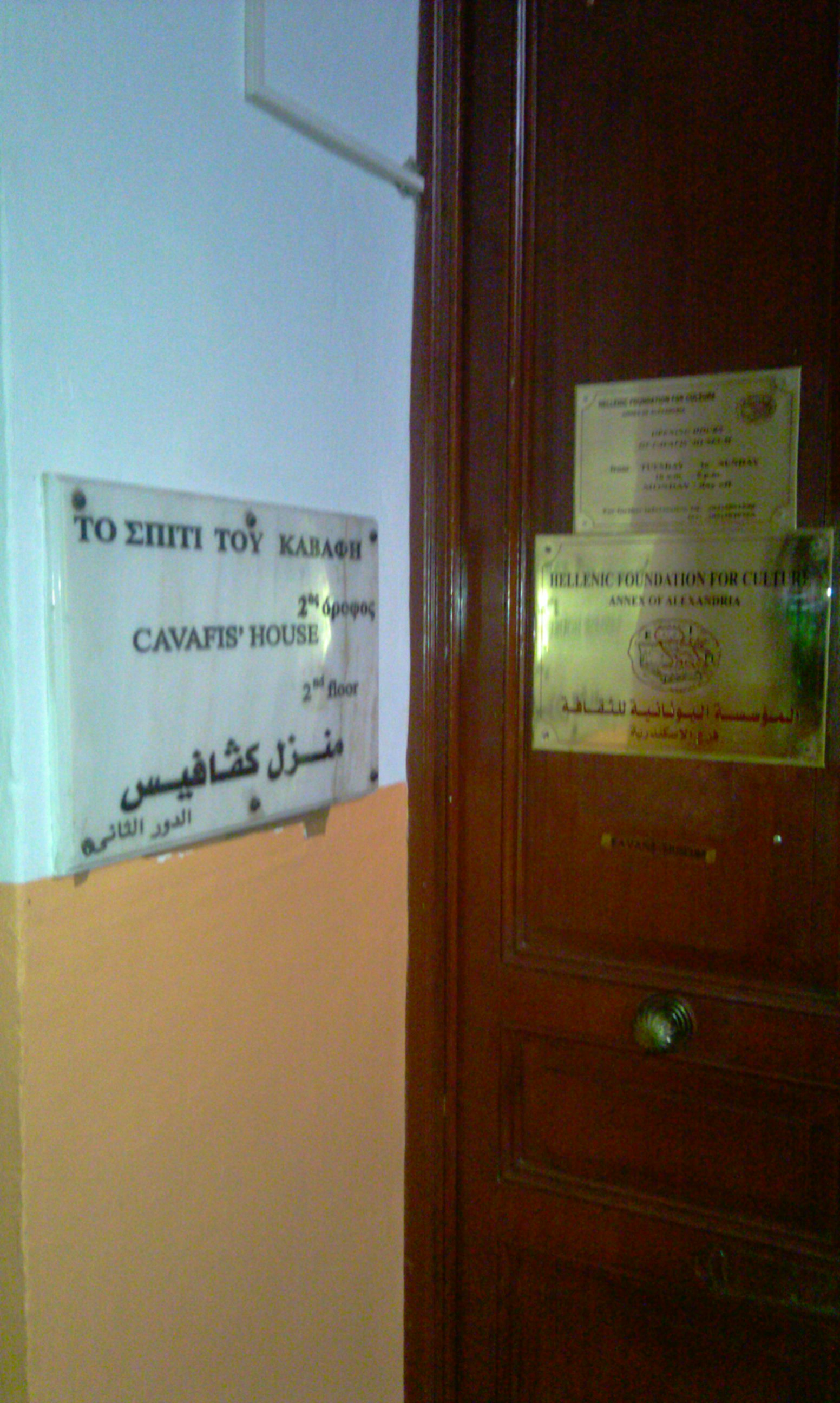
منزل «كڤافيس» السكندري
العلامة التجارية لشركة فودافون مصر - الفاء المثلثة تُنطق كالفي الخفيفة بالإنجليزية والفرنسية.
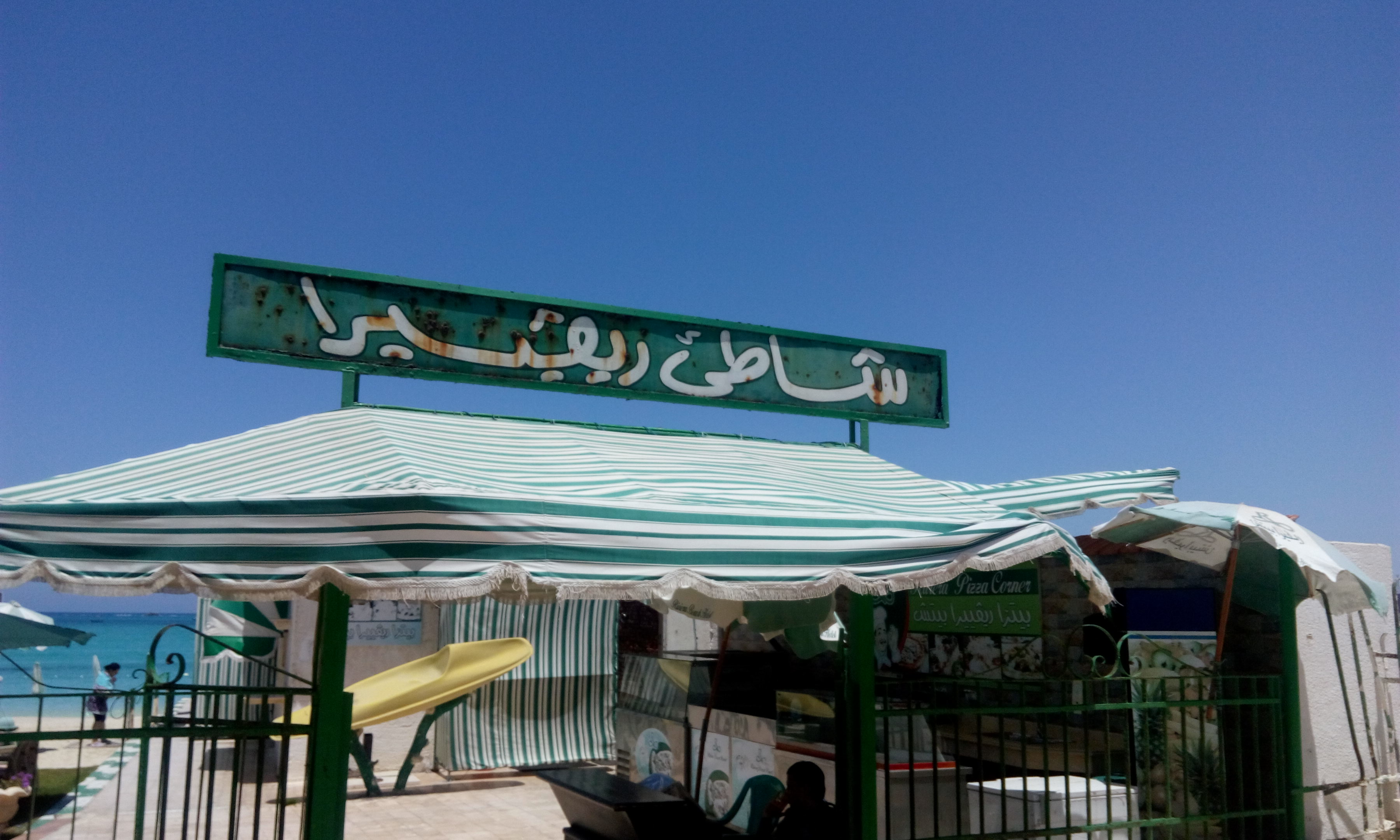
شاطئ ريفيرا في مرسى مطروح.
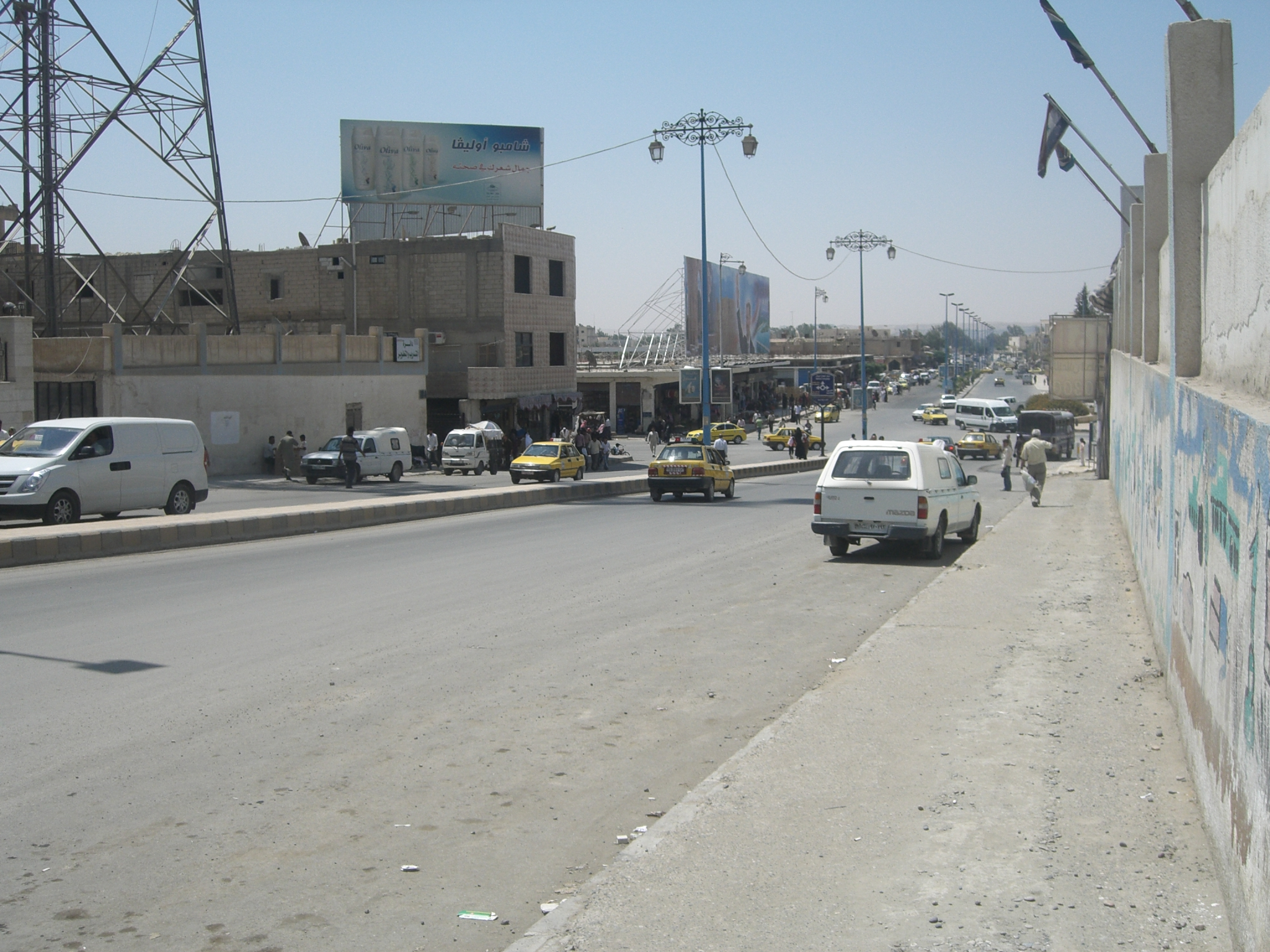
لوحة إعلانية: «شامبو أوليڤيا» في سوريا
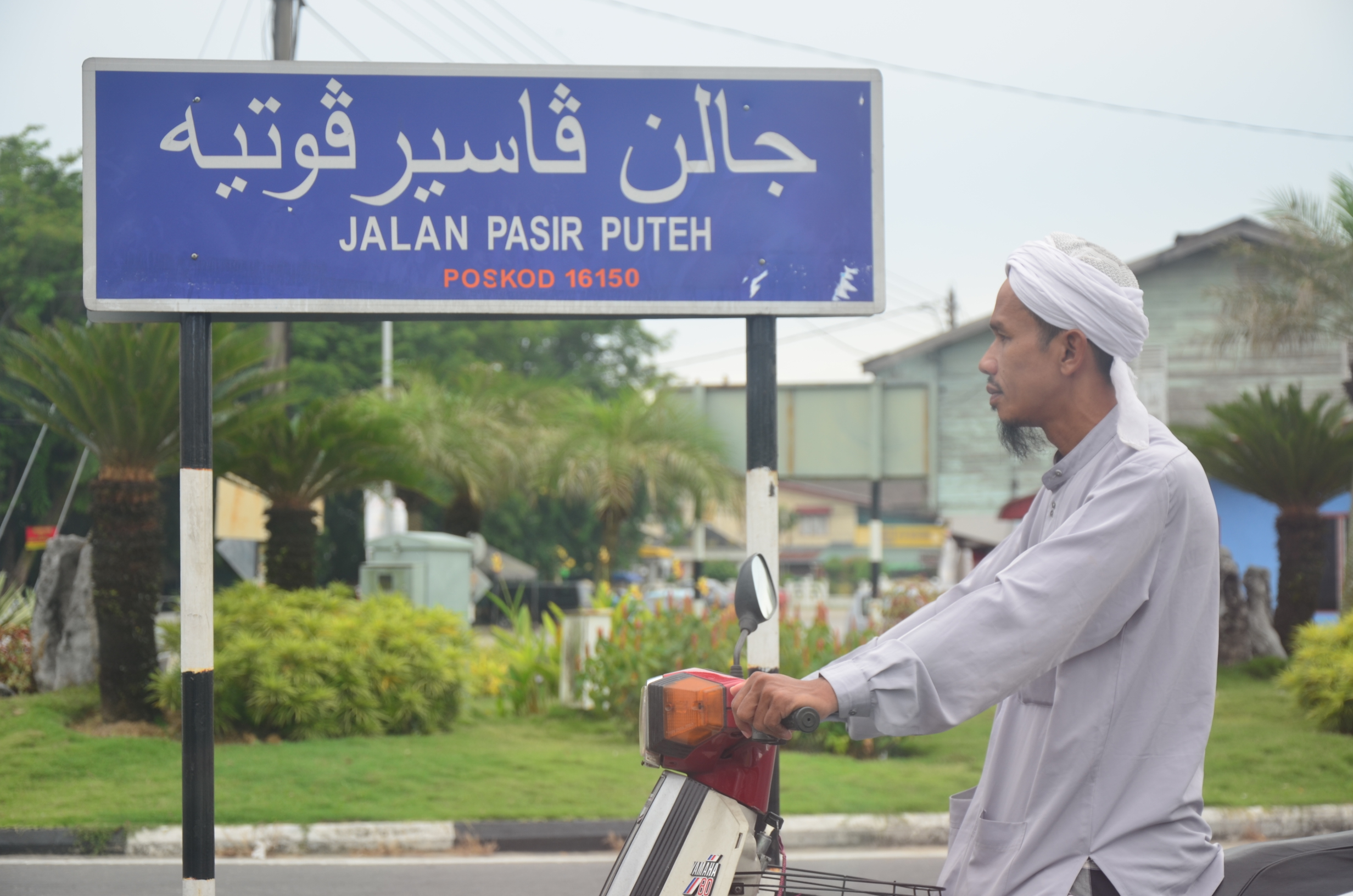
الفاء المثلثة تُنطق مثل البي الثقيلة بالإنجليزية والفرنسية، في جنوب شرق آسيا

القاف المثلثة (بخلاف الفاء المثلثة) ترمز إلى الجيم غير المعطشة في تونس والجزائر.

## الكتابة
| الموقع من الكلمة: | معزول | بدائي | وسطي | نهائي |
| ----------------- | ----- | ----- | ---- | ----- |
| شكل الحرف:        | ڤ     | ڤـ    | ـڤـ  | ـڤ    |